# Tahitiaans voetbalelftal (vrouwen)
Het Tahitiaans vrouwenvoetbalelftal is een voetbalteam dat Frans-Polynesië vertegenwoordigt in internationale wedstrijden, zoals het Oceanisch kampioenschap.
Het team van Tahiti speelde in 2003 zijn eerste wedstrijd tijdens de Pacifische Spelen. Tegen Vanuatu werd met 0-3 gewonnen. Het land kwalificeerde zich drie keer voor het Oceanisch kampioenschap en beleefde in 2022 zijn beste toernooi, toen het tot de kwartfinale kwam.
De ploeg speelt zijn thuiswedstrijden in het Stade Pater.

## Prestaties op eindronden

### Wereldkampioenschap
| Jaar   | Resultaat           | Wed                 | W                   | G                   | V                   | DV                  | DT                  |
| ------ | ------------------- | ------------------- | ------------------- | ------------------- | ------------------- | ------------------- | ------------------- |
| 1991   | Niet deelgenomen    | Niet deelgenomen    | Niet deelgenomen    | Niet deelgenomen    | Niet deelgenomen    | Niet deelgenomen    | Niet deelgenomen    |
| 1995   | Niet deelgenomen    | Niet deelgenomen    | Niet deelgenomen    | Niet deelgenomen    | Niet deelgenomen    | Niet deelgenomen    | Niet deelgenomen    |
| 1999   | Niet deelgenomen    | Niet deelgenomen    | Niet deelgenomen    | Niet deelgenomen    | Niet deelgenomen    | Niet deelgenomen    | Niet deelgenomen    |
| 2003   | Niet deelgenomen    | Niet deelgenomen    | Niet deelgenomen    | Niet deelgenomen    | Niet deelgenomen    | Niet deelgenomen    | Niet deelgenomen    |
| 2007   | Niet deelgenomen    | Niet deelgenomen    | Niet deelgenomen    | Niet deelgenomen    | Niet deelgenomen    | Niet deelgenomen    | Niet deelgenomen    |
| 2011   | Niet gekwalificeerd | Niet gekwalificeerd | Niet gekwalificeerd | Niet gekwalificeerd | Niet gekwalificeerd | Niet gekwalificeerd | Niet gekwalificeerd |
| 2015   | Niet gekwalificeerd | Niet gekwalificeerd | Niet gekwalificeerd | Niet gekwalificeerd | Niet gekwalificeerd | Niet gekwalificeerd | Niet gekwalificeerd |
| 2019   | Niet gekwalificeerd | Niet gekwalificeerd | Niet gekwalificeerd | Niet gekwalificeerd | Niet gekwalificeerd | Niet gekwalificeerd | Niet gekwalificeerd |
| 2023   | Niet gekwalificeerd | Niet gekwalificeerd | Niet gekwalificeerd | Niet gekwalificeerd | Niet gekwalificeerd | Niet gekwalificeerd | Niet gekwalificeerd |
| Totaal | 0/9                 | 0                   | 0                   | 0                   | 0                   | 0                   | 0                   |

### Olympische Spelen
| Jaar   | Resultaat           | Wed                 | W                   | G                   | V                   | DV                  | DT                  |
| ------ | ------------------- | ------------------- | ------------------- | ------------------- | ------------------- | ------------------- | ------------------- |
| 1996   | Niet deelgenomen    | Niet deelgenomen    | Niet deelgenomen    | Niet deelgenomen    | Niet deelgenomen    | Niet deelgenomen    | Niet deelgenomen    |
| 2000   | Niet deelgenomen    | Niet deelgenomen    | Niet deelgenomen    | Niet deelgenomen    | Niet deelgenomen    | Niet deelgenomen    | Niet deelgenomen    |
| 2004   | Niet deelgenomen    | Niet deelgenomen    | Niet deelgenomen    | Niet deelgenomen    | Niet deelgenomen    | Niet deelgenomen    | Niet deelgenomen    |
| 2008   | Niet deelgenomen    | Niet deelgenomen    | Niet deelgenomen    | Niet deelgenomen    | Niet deelgenomen    | Niet deelgenomen    | Niet deelgenomen    |
| 2012   | Niet deelgenomen    | Niet deelgenomen    | Niet deelgenomen    | Niet deelgenomen    | Niet deelgenomen    | Niet deelgenomen    | Niet deelgenomen    |
| 2016   | Niet gekwalificeerd | Niet gekwalificeerd | Niet gekwalificeerd | Niet gekwalificeerd | Niet gekwalificeerd | Niet gekwalificeerd | Niet gekwalificeerd |
| 2020   | Niet gekwalificeerd | Niet gekwalificeerd | Niet gekwalificeerd | Niet gekwalificeerd | Niet gekwalificeerd | Niet gekwalificeerd | Niet gekwalificeerd |
| 2024   | Nog te bepalen      | Nog te bepalen      | Nog te bepalen      | Nog te bepalen      | Nog te bepalen      | Nog te bepalen      | Nog te bepalen      |
| Totaal | 0/8                 | 0                   | 0                   | 0                   | 0                   | 0                   | 0                   |

### Oceanisch kampioenschap
| Jaar   | Resultaat        | Wed              | W                | G                | V                | DV               | DT               |
| ------ | ---------------- | ---------------- | ---------------- | ---------------- | ---------------- | ---------------- | ---------------- |
| 1983   | Niet deelgenomen | Niet deelgenomen | Niet deelgenomen | Niet deelgenomen | Niet deelgenomen | Niet deelgenomen | Niet deelgenomen |
| 1986   | Niet deelgenomen | Niet deelgenomen | Niet deelgenomen | Niet deelgenomen | Niet deelgenomen | Niet deelgenomen | Niet deelgenomen |
| 1989   | Niet deelgenomen | Niet deelgenomen | Niet deelgenomen | Niet deelgenomen | Niet deelgenomen | Niet deelgenomen | Niet deelgenomen |
| 1991   | Niet deelgenomen | Niet deelgenomen | Niet deelgenomen | Niet deelgenomen | Niet deelgenomen | Niet deelgenomen | Niet deelgenomen |
| 1994   | Niet deelgenomen | Niet deelgenomen | Niet deelgenomen | Niet deelgenomen | Niet deelgenomen | Niet deelgenomen | Niet deelgenomen |
| 1998   | Niet deelgenomen | Niet deelgenomen | Niet deelgenomen | Niet deelgenomen | Niet deelgenomen | Niet deelgenomen | Niet deelgenomen |
| 2003   | Niet deelgenomen | Niet deelgenomen | Niet deelgenomen | Niet deelgenomen | Niet deelgenomen | Niet deelgenomen | Niet deelgenomen |
| 2007   | Niet deelgenomen | Niet deelgenomen | Niet deelgenomen | Niet deelgenomen | Niet deelgenomen | Niet deelgenomen | Niet deelgenomen |
| 2010   | Groepsfase       | 3                | 1                | 0                | 2                | 5                | 9                |
| 2014   | Niet deelgenomen | Niet deelgenomen | Niet deelgenomen | Niet deelgenomen | Niet deelgenomen | Niet deelgenomen | Niet deelgenomen |
| 2018   | Groepsfase       | 3                | 0                | 1                | 2                | 8                | 12               |
| 2022   | Kwartfinale      | 3                | 0                | 1                | 2                | 1                | 3                |
| Totaal | 3/12             | 9                | 1                | 2                | 6                | 14               | 24               |

### Pacifische Spelen
| Jaar   | Resultaat        | Wed              | W                | G                | V                | DV               | DT               |
| ------ | ---------------- | ---------------- | ---------------- | ---------------- | ---------------- | ---------------- | ---------------- |
| 2003   | Vierde plaats    | 6                | 3                | 1                | 2                | 11               | 8                |
| 2007   | Vierde plaats    | 5                | 2                | 1                | 2                | 6                | 6                |
| 2011   | Groepsfase       | 4                | 2                | 1                | 1                | 6                | 1                |
| 2015   | Niet deelgenomen | Niet deelgenomen | Niet deelgenomen | Niet deelgenomen | Niet deelgenomen | Niet deelgenomen | Niet deelgenomen |
| 2019   | Groepsfase       | 4                | 1                | 1                | 2                | 1                | 6                |
| Totaal | 4/5              | 19               | 8                | 4                | 7                | 24               | 21               |

## FIFA-wereldranglijst
Betreft klassering aan het einde van het jaar
| 2003 | 2004 | 2005 | 2006 | 2007 | 2008 | 2009 | 2010 | 2011 | 2012 | 2018 | 2019 | 2020 | 2021 | 2022 |
| ---- | ---- | ---- | ---- | ---- | ---- | ---- | ---- | ---- | ---- | ---- | ---- | ---- | ---- | ---- |
| 94   | 99   | 99   | 108  | 93   | 85   | 79   | 96   | 92   | 87   | 97   | 98   | 93   | 104  | 107  |

## Selecties

### Huidige selectie
Deze spelers werden geselecteerd voor het Oceanisch kampioenschap voetbal vrouwen 2022 in juli 2022.
| Doel                            |                             |                        |
| 1                               | Gelimma El Hadj Kaddour     | AS Dragon              |
| 16                              | Camille Andre               | RC Strasbourg          |
| Verdediging                     |                             |                        |
| 3                               | Merehau Iotua               | AS Tefana              |
| 5                               | Julienne Naomi              | AS Dragon              |
| 6                               | Mariko Izal                 | Jeunesse Villenavaise  |
| 13                              | Tauahere Lin                | Utah Utes              |
| 15                              | Raihei Tetauru              | AS Olympique de Mahina |
| 19                              | Mitiura Paint-Koui          | AS Dragon              |
| 21                              | Gwendoline Fournier         | Jeunesse Marquisienne  |
| 24                              | Rereura Peu                 | AS Vénus               |
| Middenveld                      |                             |                        |
| 7                               | Kohai Mai                   | AS Dragon              |
| 8                               | Tevahine Teriinohopuaiterai | AS Olympique de Mahina |
| 10                              | Charlotte Rodriguez         | AS Pirae               |
| 12                              | Vahuariki Tufaunui          | Toulouse FC            |
| 14                              | Delani Guyot                | North Carolina Fusion  |
| 17                              | Kiani Wong                  | RC Lens                |
| 26                              | Krystal Vivish              | AS Dragon              |
| Aanval                          |                             |                        |
| 4                               | Babou Tepea                 | AS Tefana              |
| 9                               | Ranihei Nui                 | Montpellier HSC        |
| 11                              | Tahia Tamarii               | AS Pirae               |
| 18                              | Tetia Mose                  | AS Papara              |
| 20                              | Hinavainui Malfatti         | AS Tiare Tahiti        |
| Bondscoach: Stéphanie Spielmann |                             |                        |